# Milétosz (település)

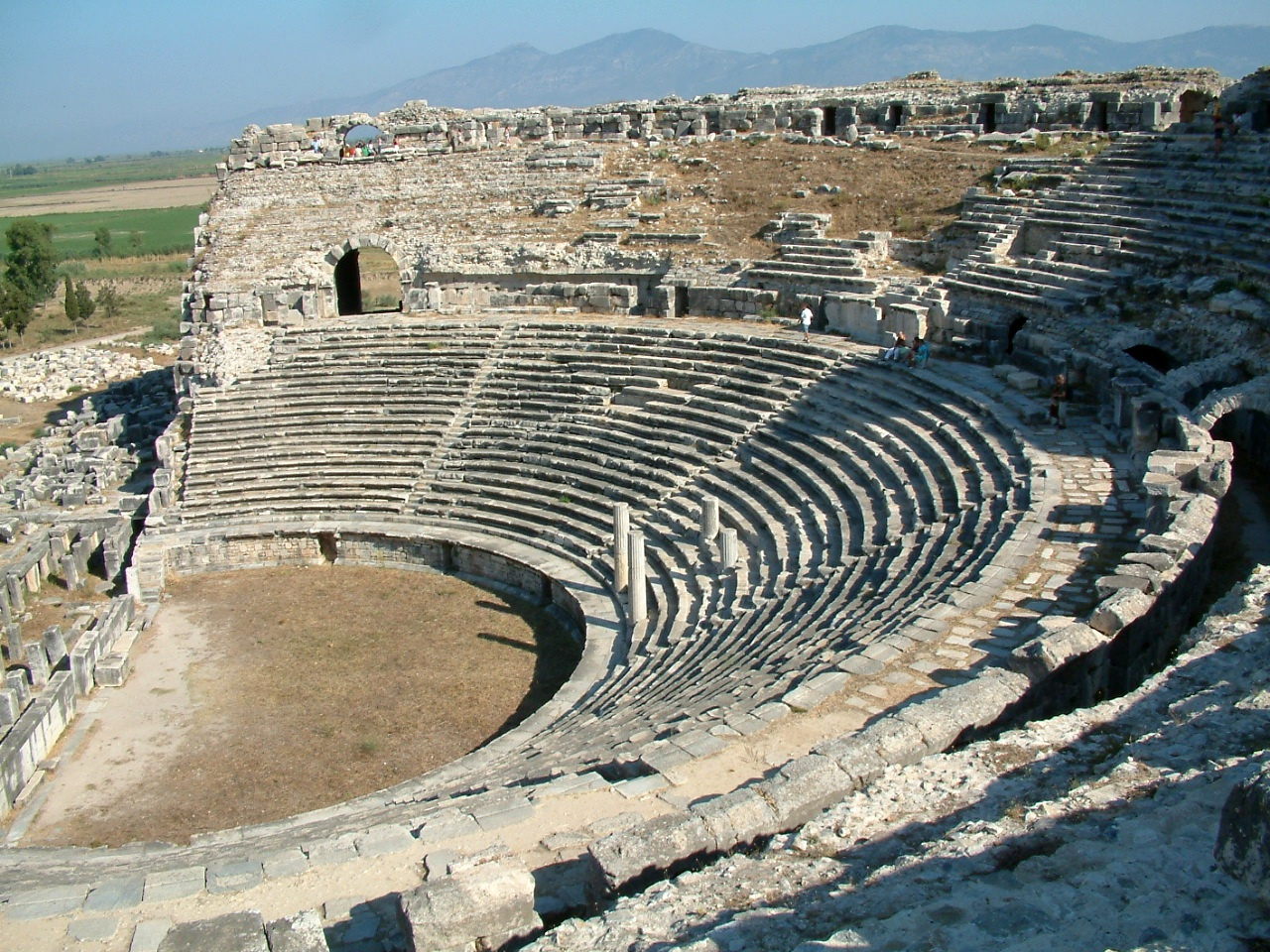
A milétoszi színház romjai

Milétosz (Görögül: Μίλητος) ókori város volt Anatólia nyugati partvidékén  (a mai Törökország területén), a Maeander folyóhoz közel. A település már a bronzkor óta lakott volt.

## Fekvése
Milétosz az anatóliai parton elterülő kisváros Számosz szigetétől délre, a Kr. e. 7. és 6. században Iónia legfontosabb városa volt, és mintegy kapuként állt a görög világ és a Perzsa Birodalom között (ami később a vesztét okozta).

## Történelme
Milétoszt egyesek szerint Krétáról, mások szerint a görög szárazföldről, megint mások szerint az éppen akkor felégetett Trójából elmenekült lakosok alapították. Hérodotosz, görög történetíró arról számol be, hogy a "megszállók nem hoztak magukkal feleségeket, hanem káriai asszonyokat vettek feleségül, miután megölték azok rokonait". Ugyanakkor Milétosz egyenes folytatása lehet a térség korábbi hettita fejedelemségnek, Millavanda(sz)nak, amely nemcsak helyileg azonos a későbbi Milétosszal, de nevének etimológiája is visszavezethető arra. Mil-la-wan-daš a luvi nyelven keresztül mil-lē-wen-deš formában kerülhetett átvételre, mivel görög nyelvben az a hangzót e-ként vették át (lásd tavagalavasz → Eteoklész), ezután a v hangzó kiesése, az nd betűkapcsolat nt-vé alakulása és további redukciók után alakulhatott ki a mi-lē-toš kiejtés.
A milétosziak az idők folyamán többnyire állandó lüdiai megszállás alatt álltak egészen Kr. e. 7. századig, amikor szövetséget kötöttek egymással. A lüdiaiak jelenléte pozitívan hatott a milétoszi tudományok fejlődésére, a velük kötött szövetség vitte közelebb őket a babiloni és az egyiptomi kultúrához is. Milétosz a Földközi-tenger medencéjében száznál több gyarmatot alapított. A gyarmat-városokkal szoros kapcsolatot tartottak és Milétosz tehetősebb polgárai, akár kereskedők voltak, akár nem, többen is ellátogattak oda.
Ióniában, Milétoszban jött létre az első filozófiai iskola, ahol egyetlen évszázad alatt három nagy filozófus is tevékenykedett: Thalész, Anaximandrosz és Anaximenész.

## Milétosz gyarmatvárosai

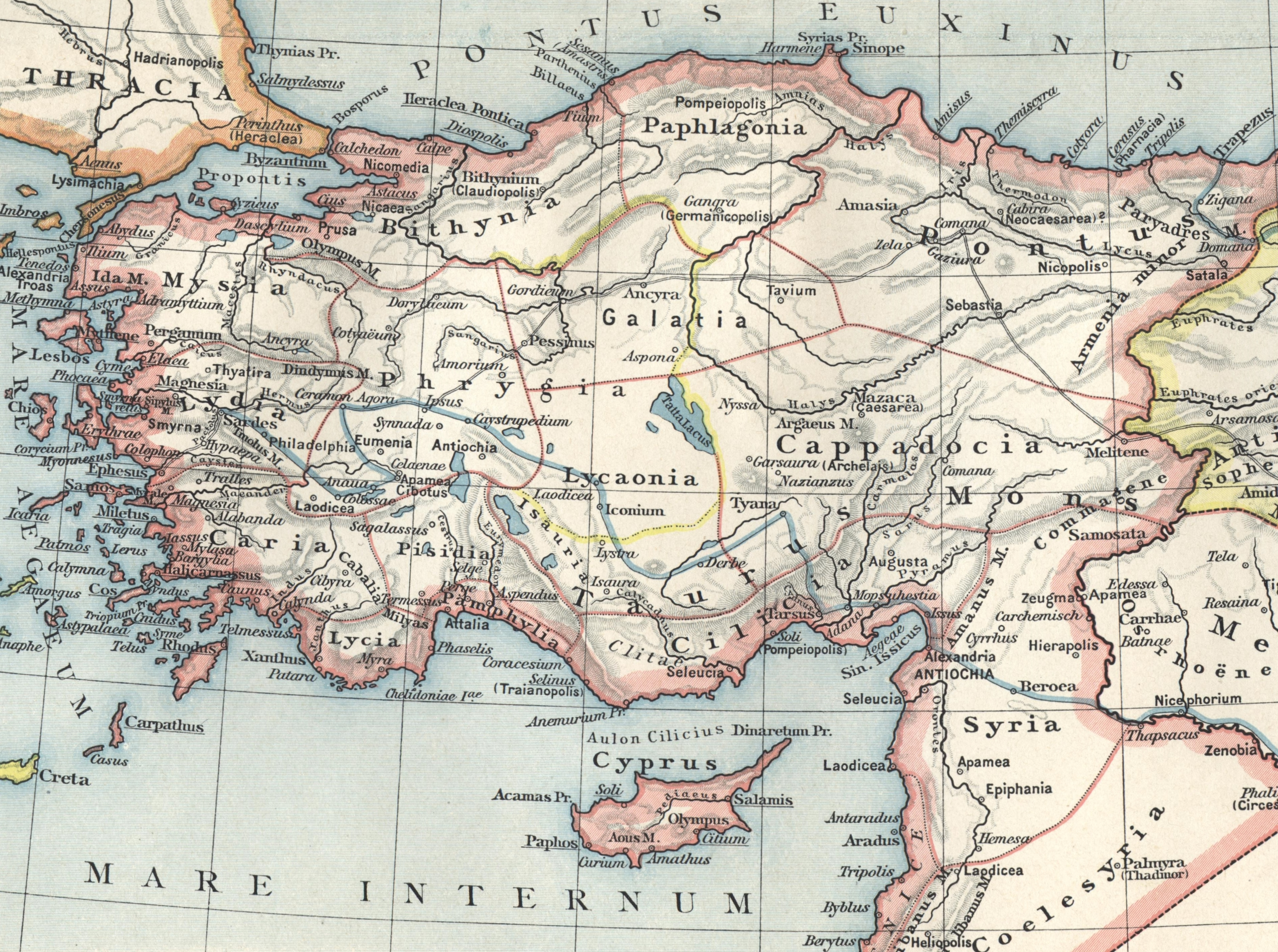

- Appolonia
- Odesszosz
- Tomisz
- Hisztria
- Tyras
- Olbia
- Panticapaeum
- Theodoszia
- Tanaisz
- Phanagoria
- Pityus
- Dioszcuriasz
- Phaszisz
- Trapezunt
- Keraszosz
- Kotyora
- Amiszosz
- Szinope
- Kytoros
- Szeszamosz